# Wiktor Kociuban
Wiktor Kociuban (ur. 26 września 1988 w Krakowie) – polski dyrygent, wiolonczelista i kompozytor, dyrektor generalny i artystyczny Delirium-Edition:organisation for tomorrow’s art.

## Wykształcenie
Studiował w Akademii Muzycznej w Bazylei grę na wiolonczeli i pedagogikę muzyczną (w klasie Iwana Monighettiego). Tam także ukończył studia podyplomowe (dyrygentura, klasa Jürga Hennebergera). Studiował także wiolonczelę barokową (Petr Skalka, Schola Cantorum Basiliensis), muzykę nową (Jürg Henneberger, Marcus Weiss, Mike Svoboda), kompozycję (Roland Moser) oraz instrumentację (Georg Friedrich Haas).
Jako kameralista występował z takimi artystami jak: m.in. Sofija Gubajdulina, Misha Maisky, Iwan Monighetti, Stephan Schmidt, Jürg Henneberger, Marcus Weiss i Mike Svoboda.

## Życiorys artystyczny

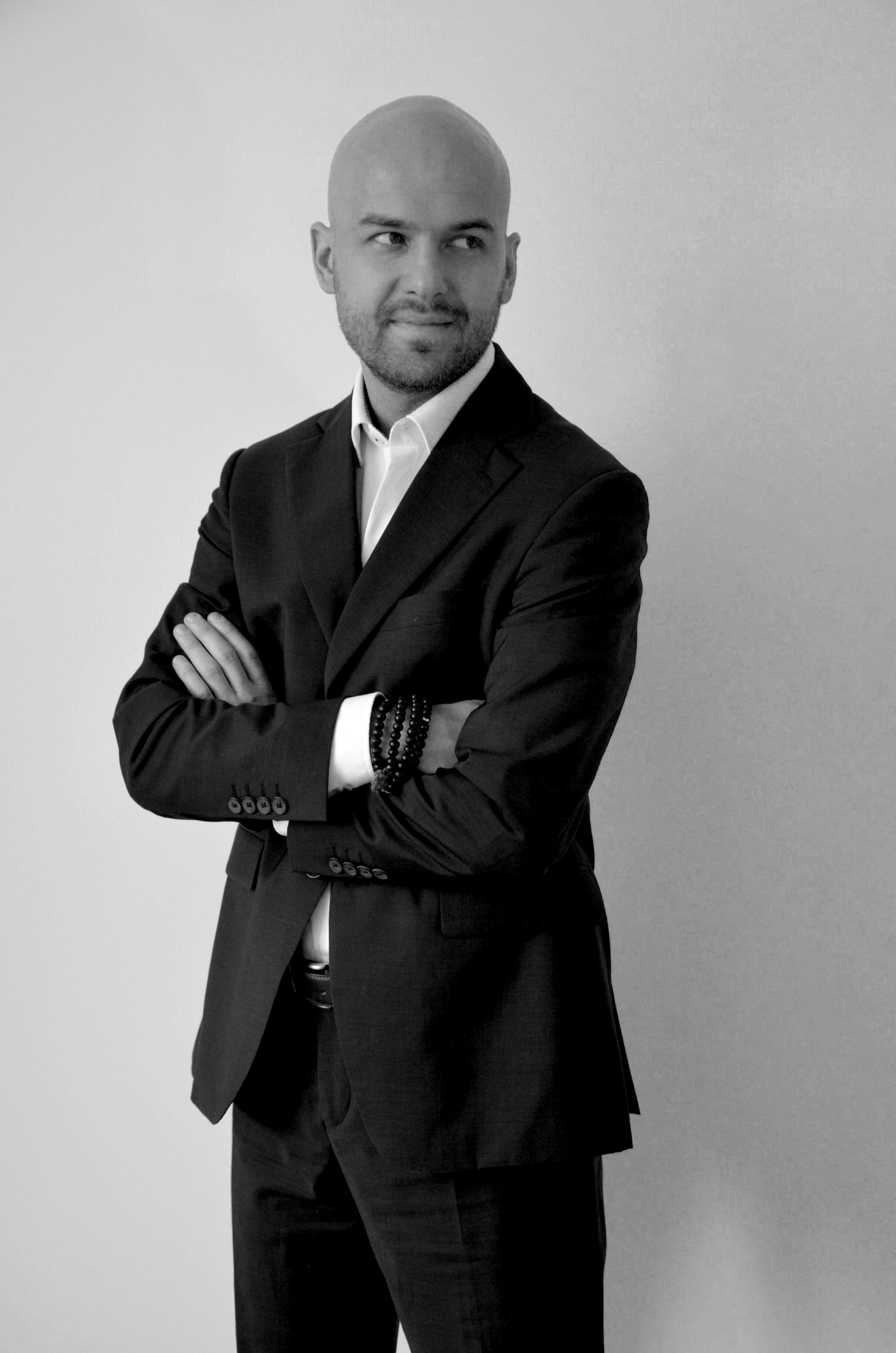
Wiktor Kociuban (fot. Grico Art)

Występował na wielu festiwalach muzycznych, m.in. Lucerne Festival (prowadząc Sinfonie in einem Satz B.A. Zimmermanna z Lucerne Festival Academy Orchestra), Schleswig-Holstein Festival, Schwetzinger Festspiele, Davos Festival, Festiwal Warszawska Jesień oraz Wielkanocny Festiwal Ludwiga van Beethovena Występował z zespołami: Ensemble Phoenix Basel, Ensemble Diagonal czy Ensemble <zone expérimentale>. Współpracował z takimi kompozytorami jak: Krzysztof Penderecki, Heinz Holliger, Georg Friedrich Haas, Sofija Gubajdulina, Peter Ablinger, Johannes Kreidler, Rudolf Kelterborn, Johannes Walter, Jürg Wyttenbach, Roland Moser i Lukas Langlotz.
W sezonach 2015 i 2016 dyrygował m.in.: w Filharmonii Podkarpackiej w Rzeszowie, wystąpił z Polską Orkiestrą Sinfonia Iuventus czy Orkiestrą Opery i Filharmonii Podlaskiej w Białymstoku, z Orkiestrą Filharmonii Krakowskiej czy Narodową Orkiestrą Polskiego Radia w Katowicach.
W 2017 r. w ramach autorskiego cyklu dark matter(s) artysta zaprezentował (wraz Orkiestrą Akademii Beethovenowskiej), prapremiery The Artist’s way Piotra Peszata (video: Grzegorz Mart) oraz Herr Thaddäus Pawła Mykietyna (scenografia Mirosław Bałka) w Filharmonii w Szczecinie i w Teatrze im. Słowackiego w Krakowie.
W 2018 r. odbyła się prapremiera teatru muzycznego Vikarë gruzińskiego kompozytora Demetre Gamsachurdii (polska prapremiera w Europejskim Centrum Muzyki im. Krzysztofa Pendereckiego w Lusławicach) i w Szwajcarii (Neues Theater Dornach).
Wraz z Delirium Ensemble poprowadził koncert/spektakl „Krew w klepsydrze” inspirowany wystawą „Krew. Łączy i dzieli” w Muzeum Historii Żydów Polskich POLIN (styczeń 2018, artysta był także autorem koncepcji całego wydarzenia, zaprezentowano 4 polskie, w tym 1 światową, premiery kompozycji napisanych na przestrzeni ostatnich lat, inspirowanych motywem krwi: Fausto Romitelli, Chaya Czernowin oraz Yair Klartag).
W 2018 artysta poprowadził w NOSPR koncert z dziełami Ravela (La Valse), Debussy’ego (Nocturnes), Prokofiewa (Suita Scytyjska).
We wrześniu 2019 w ramach Festiwalu Warszawska Jesień wykonał, ponownie z Orkiestrą Akademii Beethovenowskiej The Artist’s Way Piotra Peszata i Herr Thaddäus Pawła Mykietyna.

## Organizacja „Delirium-Edition”

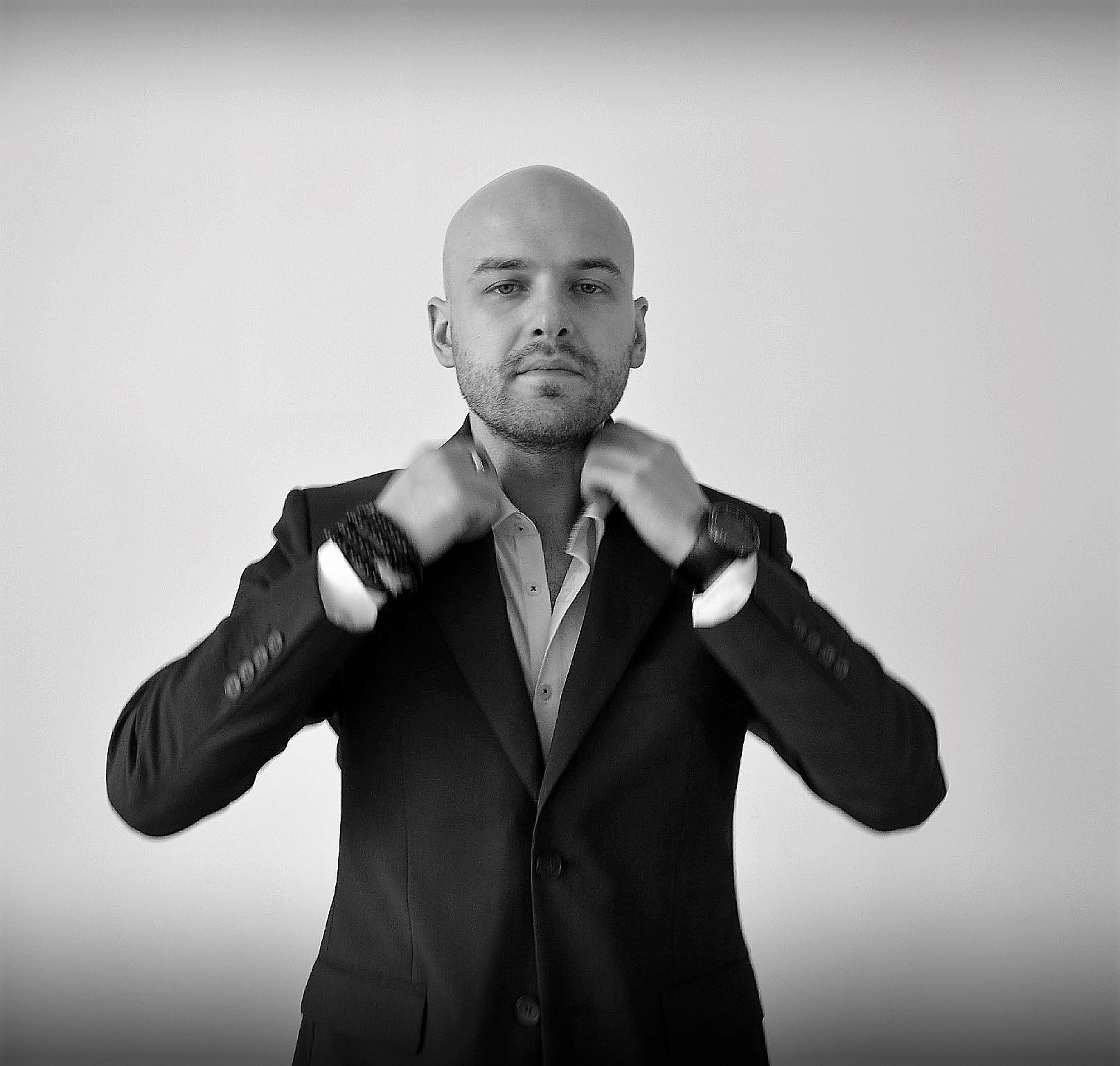
Wiktor Kociuban (fot. Grico Art)

W 2016 r. Kociuban utworzył międzynarodową organizację Delirium-Edition: organisation for tomorrow’s art, w ramach której realizuje cykl dark matter(s), prezentujący utwory symfoniczny i operowy muzyki XX i XXI wieku. Pierwszy koncert, pt. the nature of sound (dzieła Krzysztofa Pendereckiego, György’ego Ligetiego, Giacinto Scelsiego oraz Georga Friedricha Haasa, którego utwór Natures mortes został wykonany po raz pierwszy w Polsce) zrealizowano w czerwcu 2016 r. wraz z Polską Orkiestrą Sinfonia Iuventus. Koncertowi towarzyszyły materiały video prezentujące sylwetki kompozytorów, zrealizowano także film dokumentalny.
W roku 2018 w Bazylei odbyła się premiera projektu Delirium Ensemble Luft, z wykorzystaniem instrumentu Arciorgano, oraz projekt Embody (prawykonanie kompozycji Caspara Johannesa Waltera, Aleksandry Kacy, Teoniki Rożynek, Żanety Rydzewskiej i Rafała Ryterskiego, prezentowanych w ramach Festiwalu Warszawska Jesień).
Rok 2019 to premiery autorskich projektów jak Delirium Distillery #1 i De(synchronisation).
W roku 2020 zaprezentowano projekt Delirium Distillery #2 (we współpracy z Musik-Akademie Basel, premiery utworów takich kompozytorów jak: Caspar Johannes Walter, Johannes Kreidler, Oliver Rutz, Rafael Belfiore, Gibt Kwon i Lina Posecnaite) oraz Artifact Armageddon, premiera odbyła się w ramach Festiwalu Nowej Muzyki w Rümlingen, odbyły się także koncerty we Französische Kirche Bern prezentujące autorskie projekty Delirium Ensemble, jak Luft i Distillery #1.
W roku 2021 odbyły się autorskie projekty Delirium Ensemble: De(synchronisation), w Lokremise (St.Gallen, Szwajcaria) z utworami Balza Trümpy, Piotra Peszata, Olivera Rutza i Demetre Gamsachurdii oraz Bergmal Ulricha Kriegera (Berno, Szwajcaria)

## Nagrania
W roku 2013 artysta dokonał pierwszego nagrania dzieł wszystkich na wiolonczelę solo Krzysztofa Pendereckiego (we współpracy z kompozytorem) oraz Iannisa Xenakisa.
W roku 2015 dokonał nagrania płyty z muzyką współczesną Oracle’s Blast (wraz z pianistą Demetre Gamsachurdią), zawierającą utwory 5 kompozytorów pochodzących z różnych krajów: Lukas Langlotz (Szwajcaria), Johannes Walter (Brazylia), William Dougherty (Japonia), Marcilio Onofre (USA) i Demetre Gamsachurdia (Gruzja).

## Inne
- Artysta dokonał jako dyrygent, jak i wiolonczelista, około 200 prawykonań nowych utworów, są to kompozycje m.in. takich kompozytorów jak: Yair Klartag, Paweł Mykietyn, Demetre Gamsachurdia, Lukas Langlotz, Johannes Walter, Chanhee Lim, Lina Posecnaite, Oliver Rutz, Marcilio Onofre, William Dougherty, Keitaro Takahashi, Jakob Ullmann, Alexander Knaifel, Sandro Balzarini, Ryan Beppel, Beat Gysin[33], Żaneta Rydzewska, Anda Kryeziu, Elnaz Sayedi, Matthias Renaud, Piotr Peszat czy Ivan Gonzalez Escuder.
- Był asystentem takich dyrygentów jak: Jürg Henneberger (2012-2013), Heinz Holliger (2014, przy produkcji opery Schneewittchen w Teatrze Operowym w Bazylei) czy Krzysztof Penderecki (2015).

- Jako wiolonczelista jest laureatem pierwszych miejsc i nagród specjalnych na międzynarodowych konkursach:

- - II Konkurs Wykonawczy Utworów Witolda Lutosławskiego w Drozdowie (2004)[34]
  - VI Konkurs Muzyki XX i XXI wieku dla Młodych Wykonawców w Warszawie (2005)[35]
  - Pierwszy Międzynarodowy Konkurs Wiolonczelowy im. Krzysztofa Pendereckiego w Krakowie (2008)[36]

## Dyskografia
- Penderecki & Xenakis Complete Works for Cello Solo, DUX 0957[31]
- Oracle’s Blast, DUX 1110[32]